# 韓大輝
韓 大輝（かん だいき、広東語：ホン・タイファイ、1950年10月21日 - ）は、香港のカトリック司祭・大司教。洗礼名はドメニコ・サヴィオ。2010年12月に教皇庁の福音宣教省次官に選ばれてシラ名義大司教区大司教に任命され、翌年の2月5日に大司教に任ぜられた。この職位は今の所、華人がバチカンで担当する最高の職務である。

## 経歴
香港に生まれ、そこでサレジオ会に入会し、1969年に初誓願、そして1975年には終生誓願を宣立。1982年に司祭叙階された。彼は相次いでイギリスのロンドン大学とイタリアの教皇庁立サレジオ大学を卒業し、それぞれ哲学の学士号、神学の博士号を取得した。その後は中国各地の神学校で教職を担当した。
1995年から2001年まで、サレジオ会中華管区の管区長を務めた。
1999年には教皇庁神学アカデミーの会員となり、2004年には国際神学委員会に加入した。彼はまたカトリック香港教区聖神修院神哲学院教授でもある。
2010年12月、教皇ベネディクト16世は彼を聖座福音宣教省次官に任命して前任のロバート・サラ（Robert Sarah）枢機卿を引き継がせ、同時に大司教に任命した。
2011年2月5日にサン・ピエトロ大聖堂で教皇ベネディクト16世の司式により大司教に聖別され、教皇自ら韓大司教に福音書、司教冠、司教の指輪及び司教杖を授けた。大司教就任後彼が初めて公式訪問したのは、教皇庁と国交のある中華民国（台湾）であった。